# 2054
Năm 2054 (số La Mã: MMLIV). Trong lịch Gregory, nó sẽ là năm thứ 2054 của Công nguyên hay của Anno Domini; năm thứ 54 của thiên niên kỷ 3 và của thế kỷ 21; và năm thứ năm của thập niên 2050.